# Kvalifikace na Mistrovství Evropy ve fotbale 2016 – skupina H
Skupina H kvalifikace na Mistrovství Evropy ve fotbale 2016 byla jednou z 9 kvalifikačních skupin na tento šampionát. Postup na závěrečný turnaj si zajistily první dva týmy skupiny a to Itálie a Chorvatsko. Týmy ze třetích míst všech skupin byly seřazeny do žebříčku a nejlepší tým tohoto žebříčku postoupil také přímo. Zbylých osm týmů na třetích místech hrálo baráž, z této skupiny to bylo Norsko.

## Tabulka
| Legenda                                                                         |
| ------------------------------------------------------------------------------- |
| Vítěz skupiny a druhý v pořadí postupující přímo na šampionát                   |
| Třetí tým v pořadí hrál baráž o postup na šampionát                             |
| V křížové tabulce vpravo je domácí tým v levém sloupci, hostující v horní řadě. |
| Vítěz zápasu je zvýrazněn tučně.                                                |

| Tým         | Z  | V | R | P | VG | IG | +/- | B   |
| ----------- | -- | - | - | - | -- | -- | --- | --- |
| Itálie      | 10 | 7 | 3 | 0 | 16 | 7  | +9  | 24  |
| Chorvatsko  | 10 | 6 | 3 | 1 | 20 | 5  | +15 | 20* |
| Norsko      | 10 | 6 | 1 | 3 | 13 | 10 | +3  | 19  |
| Bulharsko   | 10 | 3 | 2 | 5 | 9  | 12 | −3  | 11  |
| Ázerbájdžán | 10 | 1 | 3 | 6 | 7  | 16 | −11 | 6   |
| Malta       | 10 | 0 | 2 | 8 | 3  | 15 | −13 | 2   |

|             | Itálie | Chorvatsko | Norsko | Bulharsko | Ázerbájdžán | Malta |
| ----------- | ------ | ---------- | ------ | --------- | ----------- | ----- |
| Itálie      | —      | 1:1        | 2:1    | 1:0       | 2:1         | 1:0   |
| Chorvatsko  | 1:1    | —          | 5:1    | 3:0       | 6:0         | 2:0   |
| Norsko      | 0:2    | 2:0        | —      | 2:1       | 0:0         | 2:0   |
| Bulharsko   | 2:2    | 0:1        | 0:1    | —         | 2:0         | 1:1   |
| Ázerbájdžán | 1:3    | 0:0        | 0:1    | 1:2       | —           | 2:0   |
| Malta       | 0:1    | 0:1        | 0:3    | 0:1       | 2:2         | —     |

Pozn.: Chorvatsku odebrala disciplinární komise UEFA 1 bod za hákový kříž na hřišti v utkání ve Splitu s Itálií, udělila pokutu 100 000 eur a navíc Chorvaté museli odehrát další dva domácí zápasy před prázdnými tribunami.

## Zápasy
Všechny časy zápasů jsou v SEČ nebo SELČ.
| 9. září 2014 18:00 |        |                              |                                                                  |
| Ázerbájdžán        | 1 : 2  | Bulharsko                    | Bakcell Arena, Baku diváci: 11 000 rozhodčí: Alon Yefet (Izrael) |
| Nazarov 54'        | Zpráva | Micanski 14' V. Christov 87' | Bakcell Arena, Baku diváci: 11 000 rozhodčí: Alon Yefet (Izrael) |

| 9. září 2014 20:45      |        |       |                                                                               |
| Chorvatsko              | 2 : 0  | Malta | Stadion Maksimir, Záhřeb diváci: 8 333 rozhodčí: Vladislav Bezborodov (Rusko) |
| Modrić 46' Kramarić 81' | Zpráva |       | Stadion Maksimir, Záhřeb diváci: 8 333 rozhodčí: Vladislav Bezborodov (Rusko) |

| 9. září 2014 20:45 |        |                      |                                                                        |
| Norsko             | 0 : 2  | Itálie               | Ullevaal Stadion, Oslo diváci: 26 265 rozhodčí: Milorad Mažić (Srbsko) |
|                    | Zpráva | Zaza 16' Bonucci 62' | Ullevaal Stadion, Oslo diváci: 26 265 rozhodčí: Milorad Mažić (Srbsko) |

| 10. října 2014 20:45 |        |                   |                                                                                              |
| Bulharsko            | 0 : 1  | Chorvatsko        | Národní stadion Vasil Levski, Sofie diváci: 30 062 rozhodčí: Antonio Mateu Lahoz (Španělsko) |
|                      | Zpráva | Bodurov 36' (vl.) | Národní stadion Vasil Levski, Sofie diváci: 30 062 rozhodčí: Antonio Mateu Lahoz (Španělsko) |

| 10. října 2014 20:45 |        |                     |                                                                                |
| Itálie               | 2 : 1  | Ázerbájdžán         | Stadio Renzo Barbera, Palermo diváci: 30 000 rozhodčí: Hüseyin Göçek (Turecko) |
| Chiellini 44', 82'   | Zpráva | Chiellini 76' (vl.) | Stadio Renzo Barbera, Palermo diváci: 30 000 rozhodčí: Hüseyin Göçek (Turecko) |

| 10. října 2014 20:45 |        |                         |                                                                                     |
| Malta                | 0 : 3  | Norsko                  | Národní stadion Ta' Qali, Ta' Qali diváci: 3 000 rozhodčí: Antony Gautier (Francie) |
|                      | Zpráva | Dæhli 22' King 26', 49' | Národní stadion Ta' Qali, Ta' Qali diváci: 3 000 rozhodčí: Antony Gautier (Francie) |

| 13. října 2014 20:45                                                             |        |             |                                                                                 |
| Chorvatsko                                                                       | 6 : 0  | Ázerbájdžán | Stadion Gradski vrt, Osijek diváci: 15 000 rozhodčí: Stephan Studer (Švýcarsko) |
| Kramarić 11' Perišić 34', 45' Brozović 45+1' Modrić 57' (pen.) Sadygov 61' (vl.) | Zpráva |             | Stadion Gradski vrt, Osijek diváci: 15 000 rozhodčí: Stephan Studer (Švýcarsko) |

| 13. října 2014 20:45 |        |           |                                                                                       |
| Malta                | 0 : 1  | Itálie    | Národní stadion Ta' Qali, Ta' Qali diváci: 16 942 rozhodčí: Ovidiu Hațegan (Rumunsko) |
|                      | Zpráva | Pellè 24' | Národní stadion Ta' Qali, Ta' Qali diváci: 16 942 rozhodčí: Ovidiu Hațegan (Rumunsko) |

| 13. října 2014 20:45           |        |             |                                                                                    |
| Norsko                         | 2 : 1  | Bulharsko   | Ullevaal Stadion, Oslo diváci: 18 990 rozhodčí: Olegário Benquerença (Portugalsko) |
| T. Elyounoussi 13' Nielsen 72' | Zpráva | Bodurov 43' | Ullevaal Stadion, Oslo diváci: 18 990 rozhodčí: Olegário Benquerença (Portugalsko) |

| 16. listopadu 2014 18:00 |        |               |                                                                          |
| Ázerbájdžán              | 0 : 1  | Norsko        | Bakcell Arena, Baku diváci: 8 000 rozhodčí: Jevhen Aranovskij (Ukrajina) |
|                          | Zpráva | 25' Nordtveit | Bakcell Arena, Baku diváci: 8 000 rozhodčí: Jevhen Aranovskij (Ukrajina) |

| 16. listopadu 2014 20:45 |        |                   |                                                                                          |
| Bulharsko                | 1 : 1  | Malta             | Národní stadion Vasil Levski, Sofie diváci: 600 rozhodčí: Martin Strömbergsson (Švédsko) |
| Galabinov 6'             | Zpráva | 49' (pen.) Failla | Národní stadion Vasil Levski, Sofie diváci: 600 rozhodčí: Martin Strömbergsson (Švédsko) |

| 16. listopadu 2014 20:45 |        |             |                                                                                   |
| Itálie                   | 1 : 1  | Chorvatsko  | Stadio Giuseppe Meazza, Milan diváci: 63 122 rozhodčí: Björn Kuipers (Nizozemsko) |
| Candreva 11'             | Zpráva | 16' Perišić | Stadio Giuseppe Meazza, Milan diváci: 63 122 rozhodčí: Björn Kuipers (Nizozemsko) |

| 28. března 2015 18:00     |        |       |                                                                               |
| Ázerbájdžán               | 2 : 0  | Malta | Tofiq Bahramov Stadium, Baku diváci: 14 600 rozhodčí: Halis Özkahya (Turecko) |
| Husejnov 4' Nazarov 90+2' | Zpráva |       | Tofiq Bahramov Stadium, Baku diváci: 14 600 rozhodčí: Halis Özkahya (Turecko) |

| 28. března 2015 18:00                                            |        |            |                                                                                       |
| Chorvatsko                                                       | 5 : 1  | Norsko     | Stadion Maksimir, Záhřeb diváci: 23 920 rozhodčí: Carlos Velasco Carballo (Španělsko) |
| Brozović 30' Perišić 53' Olić 65' Schildenfeld 87' Pranjić 90+4' | Zpráva | Tettey 80' | Stadion Maksimir, Záhřeb diváci: 23 920 rozhodčí: Carlos Velasco Carballo (Španělsko) |

| 28. března 2015 20:45  |        |                         |                                                                                        |
| Bulharsko              | 2 : 2  | Itálie                  | Národní stadion Vasil Levski, Sofie diváci: 10 359 rozhodčí: Damir Skomina (Slovinsko) |
| Popov 11' Micanski 17' | Zpráva | Minev 4' (vl.) Éder 84' | Národní stadion Vasil Levski, Sofie diváci: 10 359 rozhodčí: Damir Skomina (Slovinsko) |

| 12. června 2015 20:45 |        |                     |                                                                    |
| Chorvatsko            | 1 : 1  | Itálie              | Stadion Poljud, Split diváci: 0 rozhodčí: Martin Atkinson (Anglie) |
| Mandžukić 11'         | Zpráva | Candreva 36' (pen.) | Stadion Poljud, Split diváci: 0 rozhodčí: Martin Atkinson (Anglie) |

| 12. června 2015 20:45 |        |              |                                                                                           |
| Malta                 | 0 : 1  | Bulharsko    | Národní stadion Ta' Qali, Ta' Qali diváci: 3 924 rozhodčí: Aleksandar Stavrev (Makedonie) |
|                       | Zpráva | I. Popov 56' | Národní stadion Ta' Qali, Ta' Qali diváci: 3 924 rozhodčí: Aleksandar Stavrev (Makedonie) |

| 12. června 2015 20:45 |        |             |                                                                    |
| Norsko                | 0 : 0  | Ázerbájdžán | Ullevaal Stadion, Oslo diváci: 21 228 rozhodčí: Paweł Gil (Polsko) |
|                       | Zpráva |             | Ullevaal Stadion, Oslo diváci: 21 228 rozhodčí: Paweł Gil (Polsko) |

| 3. září 2015 18:00 |        |            |                                                                              |
| Ázerbájdžán        | 0 : 0  | Chorvatsko | Tofiq Bahramov Stadium, Baku diváci: 10 000 rozhodčí: Ruddy Buquet (Francie) |
|                    | Zpráva |            | Tofiq Bahramov Stadium, Baku diváci: 10 000 rozhodčí: Ruddy Buquet (Francie) |

| 3. září 2015 20:45 |        |            |                                                                                       |
| Bulharsko          | 0 : 1  | Norsko     | Národní stadion Vasil Levski, Sofie diváci: 12 913 rozhodčí: Bas Nijhuis (Nizozemsko) |
|                    | Zpráva | Forren 57' | Národní stadion Vasil Levski, Sofie diváci: 12 913 rozhodčí: Bas Nijhuis (Nizozemsko) |

| 3. září 2015 20:45 |        |       |                                                                                      |
| Itálie             | 1 : 0  | Malta | Stadio Artemio Franchi, Florencie diváci: 12 551 rozhodčí: Ivan Kružliak (Slovensko) |
| Pellè 69'          | Zpráva |       | Stadio Artemio Franchi, Florencie diváci: 12 551 rozhodčí: Ivan Kružliak (Slovensko) |

| 6. září 2015 18:00     |        |                      |                                                                                      |
| Malta                  | 2 : 2  | Ázerbájdžán          | Národní stadion Ta' Qali, Ta' Qali diváci: 5 266 rozhodčí: Harald Lechner (Rakousko) |
| Mifsud 55' Effiong 71' | Zpráva | Amirgulijev 36', 80' | Národní stadion Ta' Qali, Ta' Qali diváci: 5 266 rozhodčí: Harald Lechner (Rakousko) |

| 6. září 2015 18:00           |        |            |                                                                          |
| Norsko                       | 2 : 0  | Chorvatsko | Ullevaal Stadion, Oslo diváci: 26 751 rozhodčí: Viktor Kassai (Maďarsko) |
| Berget 51' Ćorluka 69' (vl.) | Zpráva |            | Ullevaal Stadion, Oslo diváci: 26 751 rozhodčí: Viktor Kassai (Maďarsko) |

| 6. září 2015 20:45 |        |           |                                                                               |
| Itálie             | 1 : 0  | Bulharsko | Stadio Renzo Barbera, Palermo diváci: 21 000 rozhodčí: Sergej Karasev (Rusko) |
| De Rossi 6' (pen.) | Zpráva |           | Stadio Renzo Barbera, Palermo diváci: 21 000 rozhodčí: Sergej Karasev (Rusko) |

| 10. října 2015 18:00 |        |                                      |                                                                               |
| Ázerbájdžán          | 1 : 3  | Itálie                               | Tofiq Bahramov Stadium, Baku diváci: 48 000 rozhodčí: Willie Collum (Skotsko) |
| Nazarov 31'          | Zpráva | Éder 11' El Shaarawy 43' Darmian 65' | Tofiq Bahramov Stadium, Baku diváci: 48 000 rozhodčí: Willie Collum (Skotsko) |

| 10. října 2015 18:00     |        |       |                                                                       |
| Norsko                   | 2 : 0  | Malta | Ullevaal Stadion, Oslo diváci: 27 120 rozhodčí: Arnold Hunter (Irsko) |
| Tettey 19' Søderlund 52' | Zpráva |       | Ullevaal Stadion, Oslo diváci: 27 120 rozhodčí: Arnold Hunter (Irsko) |

| 10. října 2015 20:45                  |        |           |                                                                              |
| Chorvatsko                            | 3 : 0  | Bulharsko | Stadion Maksimir, Záhřeb diváci: 0 rozhodčí: Artur Soares Dias (Portugalsko) |
| Perišić 2' Rakitić 42' N. Kalinić 81' | Zpráva |           | Stadion Maksimir, Záhřeb diváci: 0 rozhodčí: Artur Soares Dias (Portugalsko) |

| 13. října 2015 20:45           |        |             |                                                                                     |
| Bulharsko                      | 2 : 0  | Ázerbájdžán | Národní stadion Vasil Levski, Sofie diváci: 2 500 rozhodčí: Tamás Bognár (Maďarsko) |
| M. Alexandrov 20' Rangelov 56' | Zpráva |             | Národní stadion Vasil Levski, Sofie diváci: 2 500 rozhodčí: Tamás Bognár (Maďarsko) |

| 13. října 2015 20:45   |        |            |                                                                     |
| Itálie                 | 2 : 1  | Norsko     | Stadio Olimpico, Řím diváci: 30 000 rozhodčí: Felix Brych (Německo) |
| Florenzi 73' Pellè 82' | Zpráva | Tettey 23' | Stadio Olimpico, Řím diváci: 30 000 rozhodčí: Felix Brych (Německo) |

| 13. října 2015 20:45 |        |             |                                                                                    |
| Malta                | 0 : 1  | Chorvatsko  | Národní stadion Ta' Qali, Ta' Qali diváci: 5 835 rozhodčí: Andre Marriner (Anglie) |
|                      | Zpráva | Perišić 25' | Národní stadion Ta' Qali, Ta' Qali diváci: 5 835 rozhodčí: Andre Marriner (Anglie) |

## Statistiky

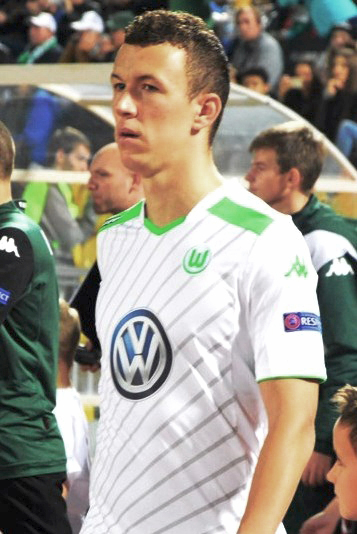
Chorvat Ivan Perišić se stal se 6 trefami nejlepším střelcem skupiny

### Střelci
Přehled střelců skupiny H.
6 gólů
- Ivan Perišić

3 góly
- Dmitrij Nazarov
- Graziano Pellè
- Alexander Tettey

2 góly
- Rahid Amirgulijev
- Ilijan Micanski
- Ivelin Popov
- Marcelo Brozović
- Andrej Kramarić
- Luka Modrić
- Antonio Candreva
- Giorgio Chiellini
- Éder
- Joshua King

1 gól
- Javid Husejnov
- Michail Alexandrov
- Nikolaj Bodurov
- Andrej Galabinov
- Vencislav Christov
- Dimitar Rangelov
- Nikola Kalinić
- Mario Mandžukić
- Ivica Olić
- Danijel Pranjić
- Ivan Rakitić
- Gordon Schildenfeld
- Leonardo Bonucci
- Matteo Darmian
- Daniele De Rossi
- Stephan El Shaarawy
- Alessandro Florenzi
- Simone Zaza
- Alfred Effiong
- Clayton Failla
- Michael Mifsud
- Jo Inge Berget
- Mats Møller Dæhli
- Tarik Elyounoussi
- Vegard Forren
- Håvard Nielsen
- Håvard Nordtveit
- Alexander Søderlund

Vlastní gól
- Rašad Sadygov (proti Chorvatsku)
- Nikolaj Bodurov (proti Chorvatsku)
- Jordan Minev (proti Itálii)
- Vedran Ćorluka (proti Norsku)
- Giorgio Chiellini (proti Ázerbájdžánu)

### Asistence
Přehled nahrávačů skupiny H.
4 asistence
- Ivan Rakitić

3 asistence
- Ivan Perišić
- Darijo Srna
- Per Ciljan Skjelbred

2 asistence
- Ruslan Gurbanov
- Dmitrij Nazarov
- Luka Modrić
- Antonio Candreva
- Markus Henriksen
- Stefan Johansen

1 asistence
- Rahid Amirgulijev
- Namik Alaskarov
- Michail Alexandrov
- Georgi Iliev
- Stanislav Manolev
- Georgi Milanov
- Živko Milanov
- Todor Nedelev
- Ivelin Popov
- Aleksandar Tonev
- Nikica Jelavić
- Nikola Kalinić
- Mario Mandžukić
- Ivica Olić
- Danijel Pranjić
- Andrea Bertolacci
- Mattia De Sciglio
- Alessandro Florenzi
- Sebastian Giovinco
- Giorgio Chiellini
- Manuel Pasqual
- Andrea Pirlo
- Marco Verratti
- Simone Zaza
- Alfred Effiong
- André Schembri
- Mohammed Abdellaoue
- Joshua King

## Absence hráčů
Následující hráči nemohli v důsledku trestu nastoupit v některém z utkání kvalifikace.
| Tým         | Hráč              | Přestupek | Délka trestu |
| ----------- | ----------------- | --- | --- |
| Ázerbájdžán | Maksim Medvedev   | červená karta proti Rusku (15. října 2013)                                                                                            | 1 utkání proti Bulharsku (9. září 2014) |
| Ázerbájdžán | Badavi Gusejnov   | červená karta proti Itálii (10. října 2015)                                                                                           | 1 utkání proti Bulharsku (13. října 2015) |
| Bulharsko   | Petar Zanev       | vyloučení po druhé žluté kartě proti Česku (15. října 2013)                                                                           | 1 utkání proti Ázerbájdžánu (9. září 2014) |
| Bulharsko   | Svetoslav Ďakov   | nahromadění žlutých karet v zápasech proti: Itálii (28. března 2015) Maltě (12. června 2015) Itálii (6. září 2015)                    | 1 utkání proti Chorvatsku (10. října 2015) |
| Bulharsko   | Jordan Minev      | nahromadění žlutých karet v zápasech proti: Norsku (13. října 2014) Norsku (3. září 2015) Itálii (6. září 2015)                       | 1 utkání proti Chorvatsku (10. října 2015) |
| Bulharsko   | Ilijan Micanski   | červená karta proti Itálii (6. září 2015)                                                                                             | 2 utkání proti: Chorvatsku (10. října 2015) Ázerbájdžánu (13. října 2015) |
| Chorvatsko  | Josip Šimunić     | Fašistické gesto proti Islandu (19. listopadu 2013)                                                                                   | 10 utkání z toho 7 mezistátních proti: Maltě (9. září 2014) Bulharsku (10. října 2014) Ázerbájdžánu (13. října 2014) Itálii (16. listopadu 2014) Norsku (28. března 2015) Itálii (12. června 2015) Ázerbájdžánu (3. září 2015) |
| Chorvatsko  | Ante Rebić        | červená karta proti Mexiku (23. června 2014)                                                                                          | 1 utkání proti Maltě (9. září 2014) |
| Chorvatsko  | Vedran Ćorluka    | vyloučení po druhé žluté kartě proti Norsku (28. března 2015)                                                                         | 1 utkání proti Itálii (12. června 2015) |
| Chorvatsko  | Darijo Srna       | vyloučení po druhé žluté kartě proti Itálii (12. června 2015)                                                                         | 1 utkání proti Ázerbájdžánu (3. září 2015) |
| Chorvatsko  | Mateo Kovačić     | nahromadění žlutých karet v zápasech proti: Itálii (16. listopadu 2014) Itálii (12. června 2015) Ázerbájdžánu (3. září 2015)          | 1 utkání proti Norsku (6. září 2015) |
| Chorvatsko  | Ivica Olić        | nahromadění žlutých karet v zápasech proti: Bulharsku (10. října 2014) Itálii (12. června 2015) Norsku (6. září 2015)                 | 1 utkání proti Bulharsku (10. října 2015) |
| Chorvatsko  | Duje Čop          | červená karta proti Bulharsku (10. října 2015)                                                                                        | 1 utkání proti Maltě (13. října 2015) |
| Itálie      | Claudio Marchisio | červená karta proti Uruguayi (24. června 2014)                                                                                        | 1 utkání proti Norsku (9. září 2014) |
| Itálie      | Leonardo Bonucci  | červená karta proti Maltě (13. října 2014)                                                                                            | 1 utkání proti Chorvatsku (16. listopadu 2014) |
| Itálie      | Daniele De Rossi  | červená karta proti Bulharsku (6. září 2015)                                                                                          | 2 utkání proti: Ázerbájdžánu (10. října 2015) Norsku (13. října 2015) |
| Malta       | Steve Borg        | Chorvatsku (9. září 2014) | 3 utkání za násilné chování proti: Norsku (10. října 2014) Itálii (13. října 2014) Bulharsku (16. listopadu 2014) |
| Malta       | Michael Mifsud    | červená karta proti Itálii (13. října 2014)                                                                                           | 2 utkání proti: Bulharsku (16. listopadu 2014) Ázerbájdžánu (28. března 2015) |
| Malta       | Paul Fenech       | nahromadění žlutých karet v zápasech proti: Bulharsku (16. listopadu 2014) Bulharsku (12. června 2015) Itálii (3. září 2015)          | 1 utkání proti Ázerbájdžánu (6. září 2015) |
| Norsko      | Tarik Elyounoussi | nahromadění žlutých karet v zápasech proti: Bulharsku (13. října 2014) Ázerbájdžánu (16. listopadu 2014) Chorvatsku (28. března 2015) | 1 utkání proti Ázerbájdžánu (12. června 2015) |